# Aberto de Bahia
L'Aberto de Bahia è stato un torneo professionistico di tennis maschile giocato sul cemento, che faceva parte dell'ATP Challenger Tour. Si è giocata la sola edizione del torneo nel 2010 a Salvador in Brasile.

## Albo d'oro

### Singolare
| Anno | Campione      | Finalista    | Score         |
| ---- | ------------- | ------------ | ------------- |
| 2010 | Ricardo Mello | Thiago Alves | 5–7, 6–4, 6–4 |

### Doppio
| Anno | Campioni                 | Finalisti                       | Score    |
| ---- | ------------------------ | ------------------------------- | -------- |
| 2010 | Franco Ferreiro André Sá | Uladzimir Ihnacik Martin Kližan | 6–2, 6–4 |